# Taranto (esploratore)
Il Regio Incrociatore Taranto, proveniente dalla Kaiserliche Marine al termine della prima guerra mondiale, fu incluso nelle navi che spettavano all'Italia come prede belliche e fu preso in consegna dalla Regia Marina nel porto di Cherbourg il 20 luglio 1920. Era stato costruito nell'Arsenale di Wilhelmshaven dove impostato nel 1910 era stato varato il 24 agosto 1911 con il nome SMS Straßburg e insieme ad altre tre unità costituiva la classe Magdeburg, una classe di incrociatori leggeri due dei quali, l'SMS Magdeburg e l'SMS Breslau furono perduti nel corso della prima guerra mondiale, mentre il terzo, l'SMS Stralsund venne ceduto alla Francia e ribattezzato Mulhouse.

## Caratteristiche
La protezione era costituita da una cintura verticale di 60 mm e una orizzontale di 50 mm oltre a un doppiofondo per la difesa subacquea. L'apparato motore era composto da 16 caldaie a combustione mista con 4 fumaioli e una potenza di 25000 hp distribuita su due assi che consentiva all'unità di raggiungere una velocità massima di 27 nodi. L'armamento originale era composto da 12 cannoni Krupp da 105/45 mm e da 4 lanciasiluri da 500 mm, ma già nel 1916, durante la prima guerra mondiale, venne modificato in 7 cannoni da 15 cm SK L/45 da 150 mm e 2 cannoni da 8,8 cm SK L/45 e vennero mantenuti i tubi lanciasiluri.

## Servizio nella Kaiserliche Marine
Entrato in servizio il 1º ottobre 1912, dall'inizio di aprile 1913 venne impiegato nel Mediterraneo e alla fine dello stesso anno fu destinato a missioni nelle colonie tedesche del Togo, Camerun e Africa del Sud Ovest. Con l'approssimarsi del primo conflitto mondiale fece ritorno in Germania e venne destinato alla difesa costiera del Mare del Nord, prendendo parte alla battaglia di Helgoland del 28 agosto 1914, nel corso della quale venne danneggiato, in quella che fu la prima grande battaglia navale della prima guerra mondiale.

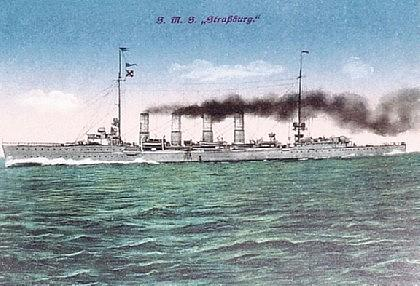
La nave all'epoca del servizio nella Kaiserliche Marine

## Servizio nella Regia Marina
Entrato a far parte della Regia Marina e classificato esploratore, venne sottoposto a lavori di riparazione e di modifica, con lo sbarco dei cannoni da 88 mm sostituiti con due da 76/40 mm e mantenendo solamente 2 tubi lanciasiluri.
Entrato in servizio nel 1925 fece parte della Divisione Leggera della Squadra Navale, partecipando alle manovre navali e il 1º dicembre dello stesso anno venne aggregato alla Prima Divisione della Squadra Esploratori. Dal 1926 e fino al 1936 imbarcò un idrovolante.
Il 3 maggio 1926 partì per il Mar Rosso toccando le acque dell'Eritrea e della Somalia come ammiraglia della flotta italiana dislocata nell'Oceano Indiano. In Somalia cooperò con le forze di terra impegnate nella lotta contro i ribelli ed una sua compagnia da sbarco di 120 marinai occupò per 27 giorni la località di Bender Kassim.
Dopo essere rientrato in Italia il 14 gennaio 1927 e sottoposto a lavori di manutenzione e riparazione a Taranto, il 20 settembre dello stesso anno entrò a far parte della Divisione Esploratori della Seconda Squadra.
Dal 15 marzo 1928 al 1º ottobre 1929 venne destinato alla Divisione Esploratori della Prima Squadra effettuando brevi crociere nel Mediterraneo occidentale e dell'Atlantico.
Dal 10 ottobre dello stesso anno, dopo essere stato riclassificato incrociatore, passò alle dipendenze del Comando in Capo della Seconda Squadra e dal 21 dello stesso mese divenne Nave Ammiraglia della Quarta Divisione, effettuando nel 1930 e nel 1931 crociere in Libia, Albania e Grecia.
Dal 1º luglio al 1º settembre 1932, costituì insieme alla torpediniera Zenson il "Gruppo Navi Scuole Meccanici" effettuando una crociera nel corso della quale toccò i porti italiani dell'Adriatico e le acque dell'Albania, della Grecia e della Libia. Dopo lo scioglimento del Gruppo, il Taranto diventò Nave Ammiraglia della Forza navale di Riserva.
Dal 1º luglio 1933 ricostituì con la torpediniera Cortellazzo il "Gruppo Navi Scuole Meccanici" visitando nel corso della campagna d'istruzione porti libici, greci e del Dodecaneso.
Dopo che il 18 febbraio 1934 aveva assunto le funzioni di nave sede dell'Ispettorato Sommergibili, nell'estate successiva effettuò, con i sommergibili dipendenti, una crociera nel Mediterraneo visitando la Grecia, il Dodecaneso, la Palestina, l'Egitto, la Libia, la Sicilia, l'Algeria e la Spagna.
Nel maggio 1935 veniva trasferito a La Spezia per lavori di rimodernamento, al termine dei quali venne destinato in Mar Rosso dove giunse il 5 settembre dello stesso anno svolgendo varie missioni in compiti di servizio coloniale lungo le coste dell'Eritrea e della Somalia.

### Guerra d'Etiopia
Il Comando della III Zona aerea territoriale della Regia Aeronautica costituisce per ‘esigenza AO’ nell'ambito della Guerra d'Etiopia, il Reparto aereo imbarcato sul R.I. Taranto. Il R.I. Taranto in questo periodo si trova ai lavori presso i cantieri OTO di Livorno. Al nuovo reparto viene assegnato il personale dal 1º luglio 1935. La nave arriva a Massaua il 5 settembre con i CANT 25.
Al ritorno a Taranto, il 28 agosto 1936 rientrò in arsenale per radicali lavori di riparazione e trasformazione, nel corso dei quali furono abolite due caldaie e un fumaiolo, con la conseguente diminuzione della potenza scesa a 13000 CV e della velocità, che scese a 21 nodi.
Dopo essere stato trasferito per il completamento dei lavori al Cantiere Scoglio Olivi di Pola il 10 giugno 1938 e a Venezia il 19 agosto 1939 l'unità fece rientro a Taranto il 29 ottobre successivo.
All'inizio del 1940 faceva parte delle Forze Navali dello Ionio e Basso Adriatico alle dipendenze del Comando in Capo del Dipartimento Marittimo di Taranto, insieme all'incrociatore Bari, alla nave appoggio idrovolanti Miraglia, alle navi della II Squadriglia cacciatorpediniere e della VI Squadriglia Torpediniere oltre al nucleo di navi ausiliarie.

### Seconda guerra mondiale
Durante la seconda guerra mondiale la nave svolse 11 missioni, 6 delle quali per posa di mine.
All'inizio del conflitto, aglio ordini del capitano di fregata Domenico Ermirio, si trovava a Brindisi da dove effettuò alcune missioni per la posa di mine e dopo essere rientrato a Taranto il 21 giugno, allo scoppio delle ostilità contro la Grecia il 29 ottobre, passato al comando del capitano di fregata Ferdinando Carafa D'Andria, ritornò a Brindisi. Dopo essere stato dislocato in Alto Adriatico il 10 aprile 1941, tornò nuovamente a Brindisi e il successivo 20 luglio effettuò il bombardamento delle coste adriatiche, appoggiando l'azione di reparti da sbarco nelle operazioni che portarono all'occupazione della Jugoslavia e delle isole Ionie e della Grecia.
Nello stesso anno il 12 agosto, dopo essere stato assegnato alla Forza Navale Speciale come Nave Ammiraglia, trasferito alla Spezia per lavori di riparazione, rientrando in servizio il successivo 11 dicembre come Nave Ammiraglia della Forza Navale Speciale. Dopo essere stato trasferito, il 26 febbraio 1942, a Livorno, dove effettuò diverse uscite per esercitazioni, il successivo 12 dicembre venne posto in riserva e trasferito alla Spezia, dove il 9 settembre 1943, giorno seguente all'armistizio venne autoaffondato per non farlo cadere in mano ai tedeschi, che successivamente lo recuperarono per ostruire il passaggio della diga foranea. Dopo essere stato nuovamente affondato il 23 ottobre 1943 nel corso di un bombardamento aereo alleato fu riportato a galla dai tedeschi per andare definitivamente perduto, in un'altra incursione aerea, il 23 settembre 1944. Il relitto venne recuperato poi nel dopoguerra per essere demolito.

## Galleria d'immagini

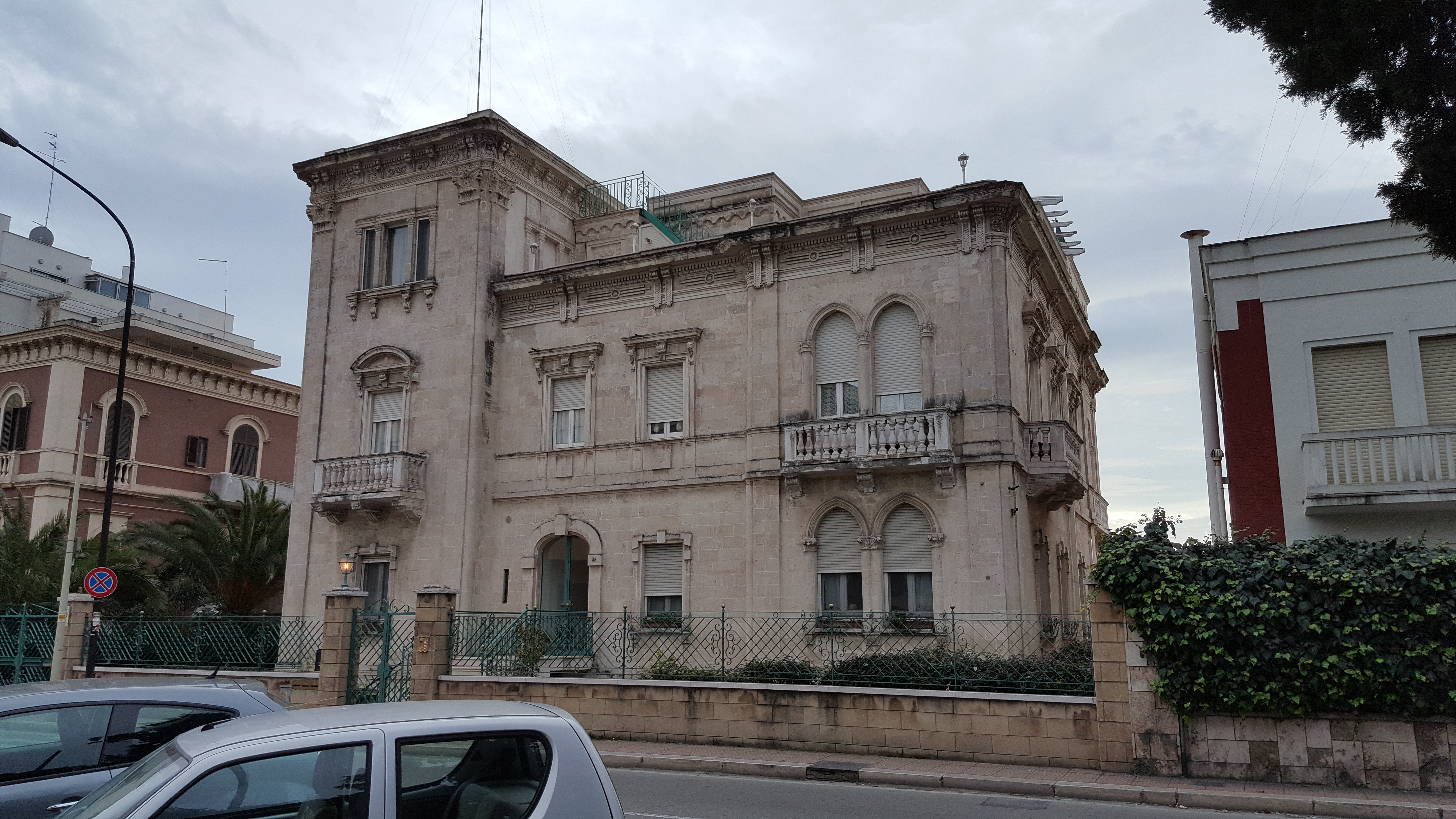
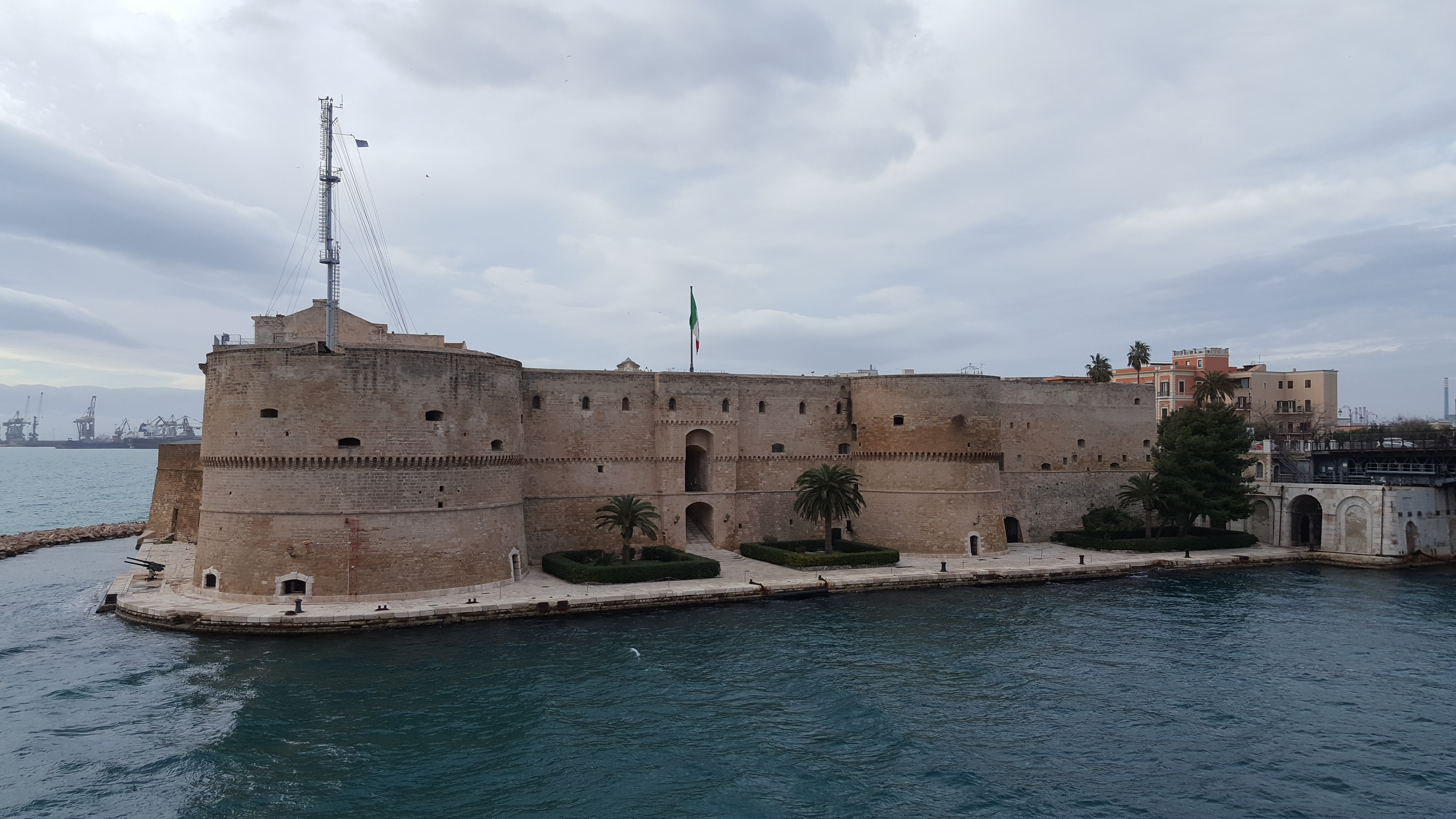